# Sardinal de Carrillo
Sardinal es un distrito del cantón de Carrillo, en la provincia de Guanacaste, de Costa Rica.

## Geografía
Sardinal cuenta con un área de 260,17 km² y una altitud media de 50 m s. n. m.

## Demografía
Para el año 2022, Sardinal cuenta con una población estimada de 21 099 habitantes, y para el último censo efectuado, en 2011, Sardinal contaba con una población de 14 912 habitantes.

## Localidades
- Barrios: Carpintero, Colegios, Verdún.
- Poblados: Artola, Cacique, Coco, Chorrera, Guacamaya, Huaquitas, Libertad, Los Canales, Matapalo, Nancital, Nuevo Colón, Obandito, Ocotal, Pilas, Playa Hermosa, Playones, San Blas, San Martín, Santa Rita, Segovia, Tabores, Zapotal.

## Transporte

### Carreteras
Al distrito lo atraviesan las siguientes rutas nacionales de carretera:
- Ruta nacional 151
- Ruta nacional 159
- Ruta nacional 254
- Ruta nacional 255
- Ruta nacional 911
- Ruta nacional 912